# Ligne de Budapest à Kecskemét par Lajosmizse
La Ligne de Budapest à Kecskemét par Lajosmizse ou ligne 142 est une ligne de chemin de fer de Hongrie. Elle relie Budapest à Kecskemét par Lajosmizse.